# Gilles Mahieu
Gilles Mahieu (Ukkel, 1964) is een Belgisch politicus voor de PS.

## Levensloop

Vlag van de gouverneur van Waals-Brabant

Gilles Mahieu studeerde criminologische wetenschappen aan de Université libre de Bruxelles. Van 1993 tot 1994 werkte hij als directeur veiligheid voor de gemeente Bergen. Van 1995 tot 1999 was hij kabinetschef van burgemeester van Bergen Maurice Lafosse, van 1999 tot 2000 adjunct-kabinetschef van Charles Picqué, regeringscommissaris voor Grootstedenbeleid en vervolgens minister van Economische Zaken en Wetenschappelijk Onderzoek, belast met Grootstedenbeleid, van 2001 tot 2004 kabinetschef van burgemeester van Bergen Elio Di Rupo, van 2004 tot 2008 kabinetsdirecteur van Fadila Laanan, minister in de Franse Gemeenschapsregering. Mahieu was van 2008 tot 2015 secretaris-generaal van de PS. In oktober 2015 volgde hij Marie-José Laloy op als gouverneur van Waals-Brabant.
Hij woont in Eigenbrakel en is vader van twee kinderen.